# Ścieżka nad Reglami
 Ścieżka nad Reglami – nazwa pieszego szlaku turystycznego w części reglowej Tatr Zachodnich. Ścieżka nad Reglami przecina kilka innych szlaków turystycznych, co czyni ją łatwo dostępną z Zakopanego. Całkowita długość ścieżki to ok. 17 km. Czas przejścia całej trasy wynosi ok. 6 godzin. Szlak jest koloru czarnego i przebiega z Kalatówek przez doliny oraz przełęcze reglowe na zachód, aż do Doliny Chochołowskiej.

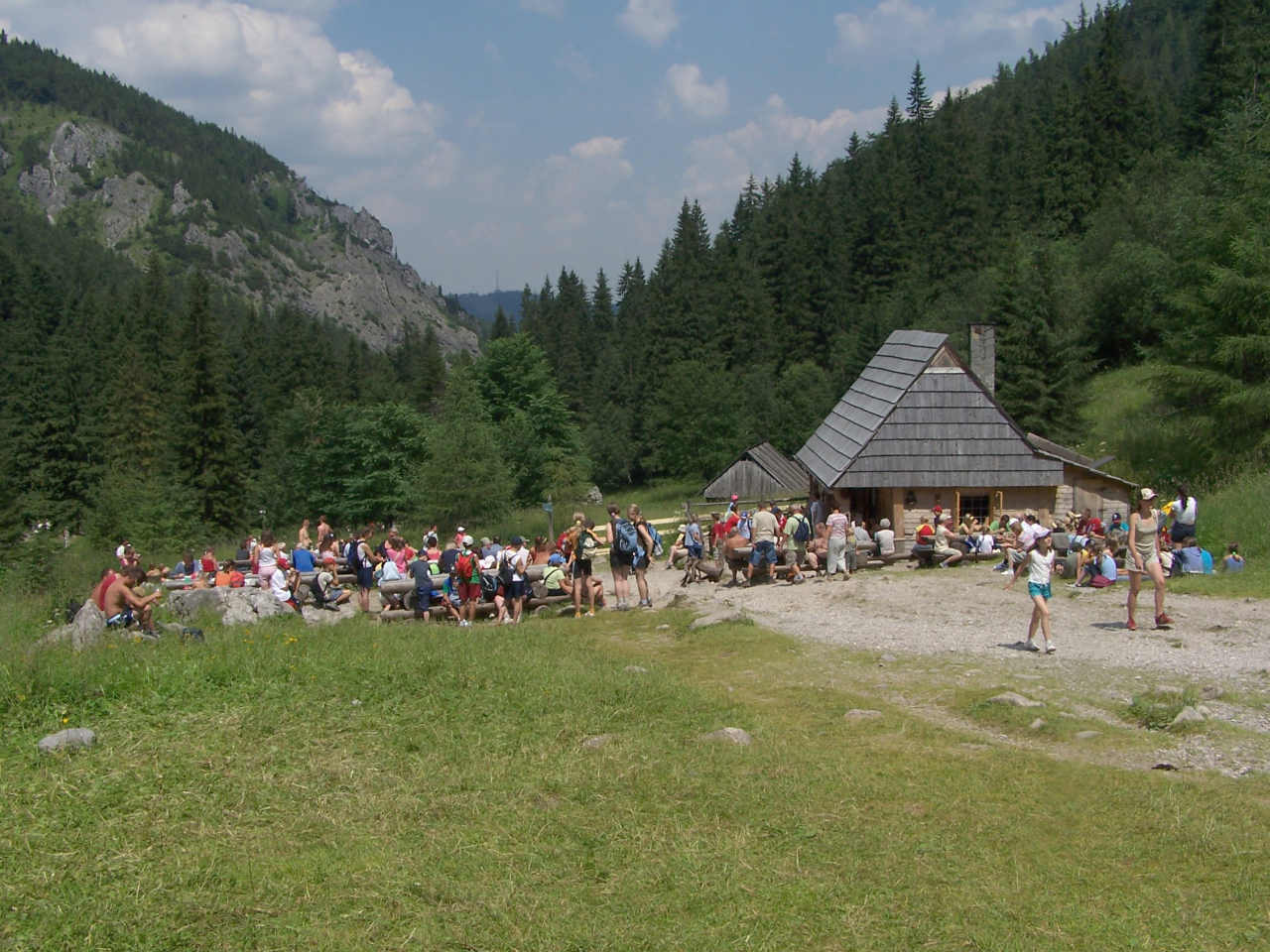
Polana Strążyska

Ścieżka nad Reglami przebiega przez kilka przełęczy należących do tzw. pseudosynkliny reglowej. W niektórych miejscach turystom odsłaniają się widoki, m.in. na Kotlinę Zakopiańską, masyw Giewontu i Czerwone Wierchy. Najczęściej szlak przechodzony jest na krótkich odcinkach, stanowi bowiem dogodne połączenie między tatrzańskimi dolinami.
Szlak został wytyczony przez Towarzystwo Tatrzańskie w 1900–1901 r. według pomysłu Mieczysława Kowalewskiego. Został oznaczony, początkowo na czerwono, przez Wiktora Barabasza, przy częściowym wykorzystaniu już istniejących perci. Przy budowie pomógł dwór w Kuźnicach, dając drewno na mostki, ławki oraz poręcze. Ścieżka początkowo nazywana była „Za Reglami” i wiodła do Doliny Kościeliskiej. Po II wojnie światowej (latem 1954) została przedłużona i dziś prowadzi przez Przysłop Kominiarski do Doliny Chochołowskiej. W roku 1973 szlakowi nadano imię Józefa Oppenheima.
W okresie grudzień 2013 r. – czerwiec 2016 r. szlak na odcinku Dolina Kościeliska – Dolina Chochołowska był zamknięty dla ruchu turystycznego, jako następstwo szkód powstałych na skutek „Orkanu Ksawery”.

## Przebieg szlaku
- Kalatówki,
- 30 min – Przełęcz Białego,
- górna część Doliny Białego.
- 1:10 h – Czerwona Przełęcz. Tu odchodzi krótka odnoga na Sarnią Skałę,
- 1:35 h – Polana Strążyska w Dolinie Strążyskiej,
- 2:15 h – Przełęcz w Grzybowcu,
- 2:25 h – Wielka Polana Małołącka w Dolinie Małej Łąki,
- 2:50 h – Przysłop Miętusi,
- Dolina Miętusia,
- 3:20 h – Dolina Kościeliska (Wyżnia Kira Miętusia),
- 3:55 h – Przysłop Kominiarski,
- górna część Doliny Lejowej,
- 4:20 h – Kominiarska Przełęcz,
- 4:50 h – polana Jamy,
- 5:05 h – Dolina Chochołowska[2].